# Paula Carolina

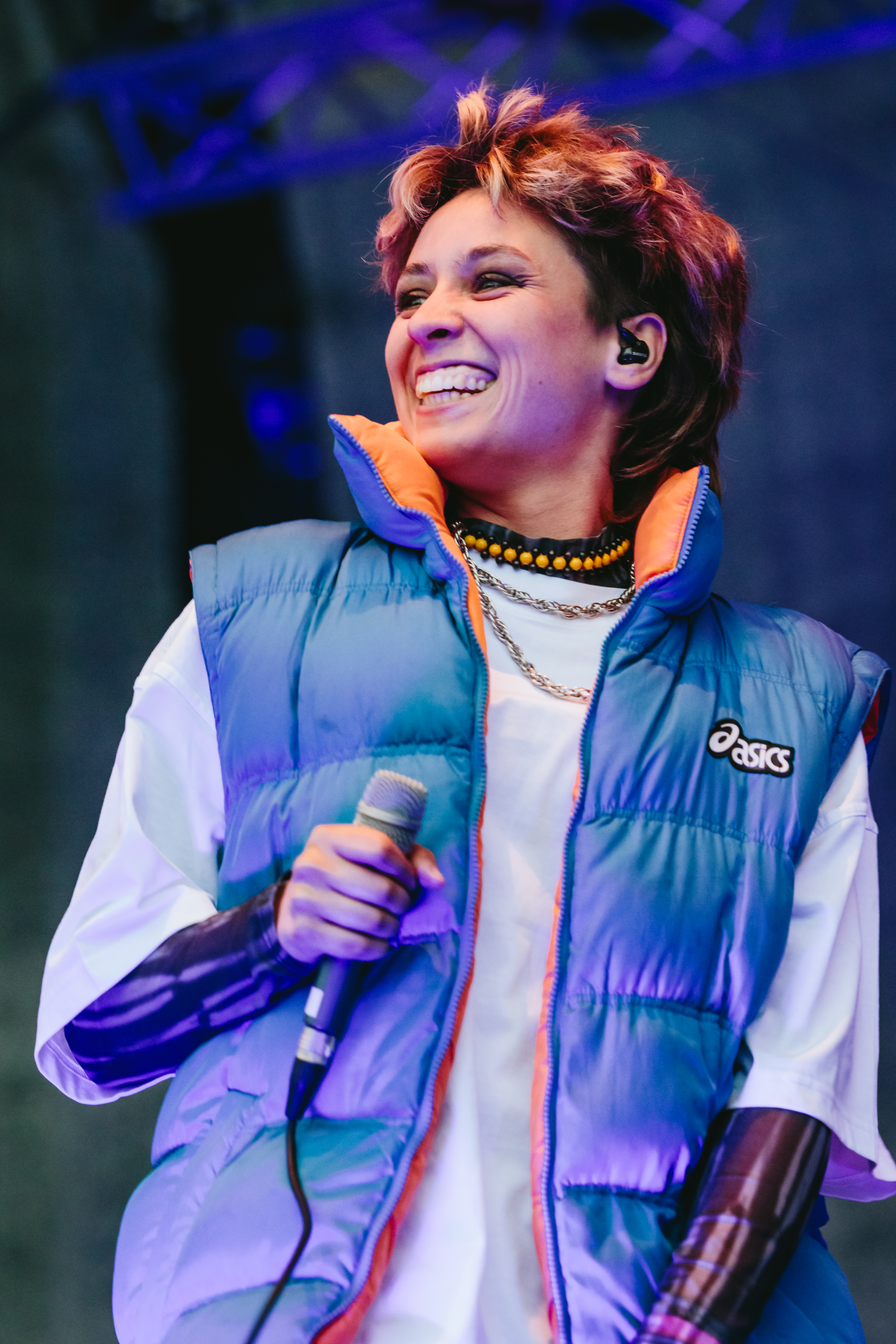
Paula Carolina beim Rocken am Brocken 2023

Paula Carolina (* 29. Juli 1999 in Hannover) ist eine deutsche Sängerin.

## Privatleben
Paula Carolina wurde 1999 in Hannover geboren und zog mit 14 Jahren nach Sonthofen. Im Alter von 5 Jahren begann sie Klavier zu spielen. Sie legte ihr Abitur ab und begann ein Lehramtstudium in Englisch, Musik und Politik, das sie jedoch abbrach, um sich vollends der Musik zu widmen.
Sie lebt in Mannheim.

## Karriere
Ihre erste Single Du und das schwarze Loch veröffentlichte sie 2021. Ihr erstes Extended Play Aus der Blüte des Lebens veröffentlichte sie 2022. Ihr erstes Album Extra erschien Ende September 2024. Das DIFFUS Magazin und Amazon Music wählten sie im selben Jahr unter die 15 Artist To Watch 2024.  
Paula Carolina trat 2025 in Chemnitz zur Eröffnungsparty des Kulturhauptstadtjahrs auf. Sie sang vor etwa 20.000 Gästen ein Solo und ein Duett mit Bosse.

## Diskografie

### Alben
- 2024: Extra

### Extended Plays
- 2022: Aus der Blüte des Lebens
- 2023: Heiß/Kalt
- 2024: EXXXXXTRA (Remix EP)
- 2025: Das Live Album

### Singles
- 2021: Du und das schwarze Loch
- 2021: Erika
- 2022: Liebeslied
- 2022: Gerlindes Garten
- 2022: Trophäe
- 2023: Schreien!
- 2023: Wärs ok?
- 2023: Schreien! (Turbo Remix) (mit Marti Fischer)
- 2023: Bitte Bitte
- 2023: Das Ende
- 2023: Offiziell Glücklich
- 2023: Abfahrt (Startrampe Covered Session)
- 2023: Kein Bock
- 2023: Es zieht im Paradies
- 2023: Das Ende (Live aus Berlin)
- 2024: Angst Frisst Demokratie
- 2024: Otto Normal
- 2024: Willkommen in der Realität
- 2024: Extra
- 2025: Extra (Live)
- 2025: Trophäe (Live)
- 2025: Schlalalafen

### Als Gast
- 2022: Nicht gern allein (CASTILLO)
- 2023: Blankenese (Die Punkies)
- 2023: Es regnet Hirn (feat. Paula Carolina) (OK Kid)
- 2024: Du musst dich nicht schämen – Perlen Live (Blond)